# وزارة الرقمنة الوطنية (إسرائيل)
وزارة الرقمنة الوطنية هي وزارة حكومية تثق في قضية تكنولوجيا المعلومات والاتصالات والحوسبة في إسرائيل وهيئة الشركات الحكومية. تأسست الوزارة في عام 2020 من قبل الحكومة الإسرائيلية الخامسة والثلاثين برئاسة الوزير دودي أمسالم إيمانا بفكرة الاتجاة العام نحو رقمنة المصالح الحكومية وتقليل البيروقراطية والخدمات التي تقدم للمواطنين في المكاتب وتسهيلها.

## تأسيس الوزارة
في أبريل 2019، وقع ناثانيل كوهين، المدير العام لوزارة الاتصالات، وثيقة إستراتيجية كتبها اللجنة التوجيهية للوزارة، بشأن تغيير أدوار وزارة الاتصالات وتحويلها إلى «وزارة الاتصالات والابتكار الرقمي». أوصت اللجنة بإتباع الوزير المسؤول عن هذه الوزارة: المؤسسة الوطنية الإسرائيلية الرقمية، وهيئة تكنولوجيا المعلومات والاتصالات الحكومية، وإدارة البريد، وإدارة الاتصالات، وهيئة البث، وهيئة الاتصالات، والمجلس العام للتليفزيون والإذاعات التجارية. لم تتحقق توصيات اللجنة.
في عام 2020، في ظل معضلة تقسيم الحقائب بين الطرفين في الحكومة الخامسة والثلاثين لإسرائيل، قررت الحكومة الإسرائيلية إنشاء وزارة رقمية وطنية، وتم تعيين دودي أمسالم وزيرًا في تلك الوزارة.

## أقسام الوزارة
- الهيئة الحكومية لتكنولوجيا المعلومات والاتصالات
- هيئة الشركات الحكومية
- مقر المؤسسة الوطنية الإسرائيلية الرقمية

## وزراء شغلوا المنصب
| رقم | صورة | اسم </br> (فترة الحياة) | حزب     | بداية الكهنوت |      | حكومة                              |
| --- | ---- | ----------------------- | ------- | ------------- | ---- | ---------------------------------- |
| 1   |      | Dudi Amsalem (1960-)    | الليكود | 17 مايو 2020  | يقدم | الحكومة الخامسة والثلاثين لإسرائيل |

## الحواشي
1. ↑  הקמת משרד הדיגיטל הלאומי ותיקון החלטות ממשלה, החלטה מספר 56 של ממשלת ישראל ה-35, מ-7 ביוני 2020, באתר של משרד ראש הממשלה